# Kalibalik
Kalibalik is een bestuurslaag in het regentschap Batang van de provincie Midden-Java, Indonesië. Kalibalik telt 4311 inwoners (volkstelling 2010).